# Homocystinurie
Die Homocystinurie ist eine relativ seltene angeborene Störung des Aminosäurestoffwechsels. Häufigste Ursache ist ein autosomal-rezessiv vererbter Defekt der Cystathionin-β-Synthase. Fällt dieses Enzym aus, ist der Syntheseweg von Cystein aus Methionin unterbrochen, was zur Anhäufung von Homocystein im Blutplasma und Homocystin im Urin führt.

## Verbreitung
Die Homocystinurie ist mit einer in den 1990er-Jahren dokumentierten Rate von Neuerkrankungen von rund 1:157.000 eine selten neu festgestellte Erkrankung; diese Inzidenz wurde auf Basis von Cut-Off-Werten, für die im Rahmen der Stoffwechselstörung typischerweise ebenfalls pathologisch erhöhten Methionin-Werte, bei Neugeborenen ermittelt. Für einige Länder werden teils höhere Inzidenzen berichtet, etwa für Irland mit einer erfassten Rate von 1:65.000 Geburten. Jüngere, auf Basis von genetischen Tests durchgeführte Studien, gehen teils von höheren Inzidenzen im Bereich 1:40.000 bis 1:15.000 aus. Inwiefern sich ein heterozygoter Fall ebenso in pathologisch erhöhten Homocystein-Werten und entsprechenden Folgen niederschlägt, ist nicht vollständig klar.
Auf Basis von Hochrechnungen kommt der Stoffwechseldefekt auch in Deutschland häufiger als bislang angenommen vor. Nach jüngeren Hochrechnungen wird von einer Prävalenz von 1:17.800 für die klassische Variante ausgegangen, die auf der Defizienz der Cystathionin-β-Synthase beruhent. Dementsprechend läge in der deutschen Population eine hohe Dunkelziffer unentdeckter Fälle vor.
In Deutschland existiert bislang kein Neugeborenenscreening auf diese Stoffwechselerkrankung, wie es in einigen anderen Industrienationen der Fall ist. Seit Oktober 2022 wird jedoch durch den Gemeinsamen Bundesausschuss (G-BA) bewertet, ob die Früherkennung der Homocystinurie und weiterer Erkrankungen einen Nutzen aufweist und somit in das erweiterte Neugeborenenscreening aufgenommen werden soll. Im Februar 2024 sprach sich das Institut für Qualität und Wirtschaftlichkeit im Gesundheitswesen dafür aus, bei Neugeborenen auf Vitamin-B12-Mangel zu testen. Für Homocystinurie sei die Studienlage nicht ausreichend, um eine Empfehlung auszusprechen. Da eine Testung nur auf Vitamin-B12-Mangel technisch jedoch kaum durchführbar sei, sollte auch eine Homocystinurie-Früherkennung in Betracht gezogen werden.
Die weltweit höchste Verbreitung hat die Erkrankung in Qatar mit einem homozygoten Fall auf 1.800 Neugeborene.

## Ursache
Der Krankheit liegt in den meisten Fällen ein Defekt der Cystathionin-β-Synthase (CβS) aufgrund einer autosomal-rezessiven Mutation des entsprechenden Gens auf dem Chromosom 21 (21q22.3) zugrunde. Andere Gendefekte betreffen die Synthese der MTHFR und seltener die Gruppe der Cobalamin-Gene MTRR (CB1E), MTR (CB1G), MMADHC (CB1D). Mittlerweile sind mehr als 230 krankheitsbedingende Mutationen bekannt. Es handelt sich um den Verlust von Basen (Deletion) oder das Hinzukommen von Basen (Insertion) in den Verlauf des DNA-Strangs.

## Krankheitsentstehung
Homocystein kommt im Blut in drei verschiedenen Formen vor. 80–90 % sind beim Gesunden als Homocystein an Transportproteine gebunden. Die freie Fraktion besteht aus Homocystein verbunden mit Cystein, sowie als Dimer vorliegendes Homocystin, bei dem zwei Homocysteinaminosäuren über eine Disulfidbrücke verbunden sind.
Die Höhe des Homocysteinspiegels im Blut und nicht die alleinige Präsenz einer Genmutation führt zur klinisch relevanten Ausprägung der Krankheit. Durch die erhöhte Blutkonzentration von Homocystein kommt es zu einer Schädigung der Gefäßinnenwand. Der genaue Mechanismus ist bisher noch unbekannt. Diese lässt sich bereits im Kleinkindalter als mangelnde Erweiterung des Gefäßes bei erhöhtem Durchfluss bei Homozygoten nachweisen. Infolgedessen kommt es zu einer sehr früh einsetzenden Arteriosklerose. Bei Heterozygoten ist der Mechanismus wie beim Gesunden erhalten.

## Symptome
Die Homocystinurie kann eine Reihe von Symptomen an verschiedenen Organen bedingen. Dabei bestehen große Unterschiede in der Krankheitsausprägung: von Patienten, die fast alle Symptome und Komplikationen zeigen, bis zu Menschen, die keine klinisch fassbaren Symptome zeigen. Nach der Geburt sind die Kinder bis auf die charakteristischen Laborbefunde unauffällig. Vor dem zweiten Lebensjahr treten selten Symptome auf. Als häufigstes Symptom tritt ein Vorfall der Augenlinse auf. Dieser Befund ist bei 70 % der unbehandelten zehnjährigen Betroffenen feststellbar. Als frühestes Symptom tritt bei der Mehrheit der Patienten eine psychomotorische Retardierung bereits während der ersten beiden Lebensjahre auf. Diese ist irreversibel. Oft geht sie mit einer Kurzsichtigkeit einher. Ebenso besteht im Kindesalter bei der Hälfte der Patienten eine Osteoporose. Bei Formen mit schwach bis mittelstark ausgeprägtem Enzymmangel sind Patienten möglicherweise in Bezug auf Kognition unauffällig, wobei über Diagnosen insbesondere im Rahmen thromboembolischer Ereignisse sowie ebenso Osteoporose bei auffällig länglichen, feingliedrigem Knochenbau berichtet wurde. In 30–60 % wurde ein charakteristisches, dem Marfan-Syndrom ähnliches Aussehen mit überlangen Röhrenknochen und Spinnenfingerigkeit beschrieben. Rund die Hälfte der Patienten entwickelt im Laufe ihres Lebens eine psychiatrische Erkrankung. Rund ein Fünftel leidet an einer Epilepsie.
Limitierend bezüglich der Lebenserwartung sind Thrombembolien, periphere arterielle Verschlusskrankheit, Herzinfarkte sowie Schlaganfälle ausschlaggebend. Diese Symptome beruhen auf der Schädigung der Gefäße durch die erhöhten Aminosäurespiegel. Rund 30 % erleiden ein thrombembolisches Ereignis bis zum 20. Lebensjahr. Rund die Hälfte bis zum 30. Lebensjahr.

## Diagnose
Neben den klinischen Symptomen stehen zur Sicherung der Diagnose je nach Ursache verschiedene Laborverfahren zur Verfügung. Vorrangig wird das Homocystein im Blut bestimmt. Durch chromatographische Verfahren kann die Urinkonzentration von Homocystin festgestellt werden. Erste Hinweise auf die Erhöhung dieses Parameters liefert oft der Zyanid-Nitroprussid-Test. Der direkte Nachweis des Enzymdefekts gelingt durch die Kultivierung von Fibroblasten oder Amnionzellen (pränatale Diagnostik). Ein weiteres Verfahren der Früherkennung dieser Krankheit ist die Bestimmung der Konzentration von Methionin im Blut, das ebenfalls wie Homocystein durch den blockierten Stoffwechselweg aufgestaut wird und dementsprechend ansteigt. Die für die MTHFR-Mutation kann mittels PCR-basierter Sequenzierung gezeigt werden. Ein erhöhter Homocystein-Blutwert kann auf die Krankheit hinweisen, jedoch auch bei Menschen ohne Mutation aus ernährungsbedingten Gründen (B12- und Folsäurearme Diät) anwesend sein.

## Therapie
Die Therapie der häufigsten Form dieser Erkrankung besteht in der Umgehung der Stoffwechselblockade durch eine methioninarme und cystinreiche Diät mit der Zielsetzung einer Reduktion des Homocysteins und des Methionins im Blut. Bei geringer Aktivitätsminderung des defekten Enzyms kann eine Substitutionstherapie hoher Tagesmengen an Vitamin B6 – der Kofaktor der Cystathionin-Synthetase ist Pyridoxalphosphat – hilfreich sein. Die seltenen Formen sind oft durch eher normale oder niedrige Methioninwerte im Blut gekennzeichnet, sodass keine diesbezüglich restriktive Diät erfolgt.
Zur Therapie kommen außer Vitamin B6 auch Folsäure, Vitamin B12 sowie Betain in Frage. Ferner werden zur Thromboseprophylaxe gerinnungshemmende Medikamente wie Acetylsalicylsäure eingesetzt. Die Prognose ist bei früher Diagnose und konsequenter Therapie insgesamt günstig.

## Medizingeschichte
Die Homocysteinurie wurde von zwei verschiedenen Forschergruppen 1962 in Nordirland und den USA unabhängig voneinander erstmals beschrieben.